# Reactor UNGG

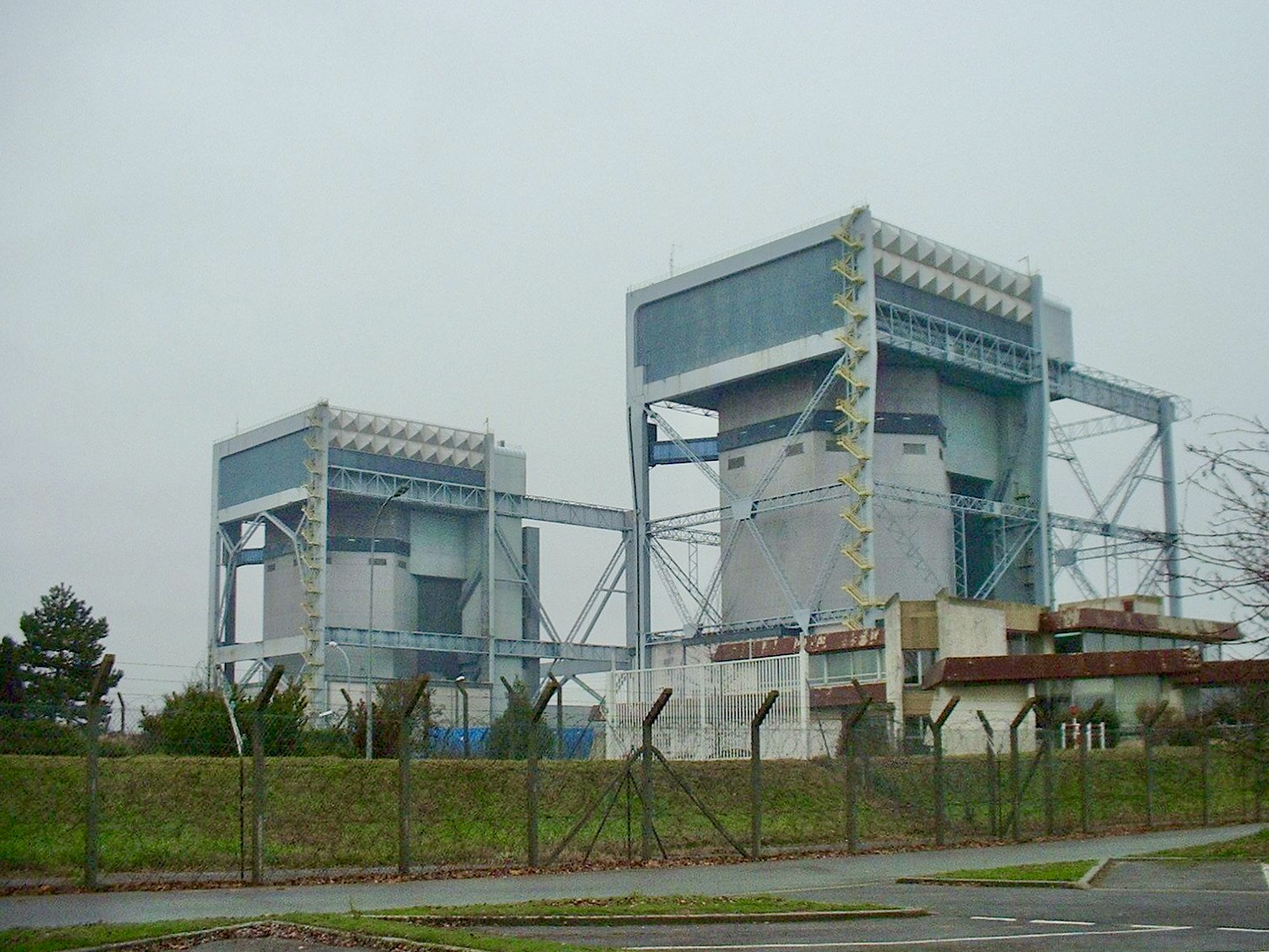
Dos reactores UNGG en la planta nuclear de Saint-Laurent-Nouan

El UNGG (Uranium Naturel Graphite Gaz) es un diseño obsoleto de reactor nuclear desarrollado por Francia. Era moderado mediante el uso de grafito, refrigerado por dióxido de carbono, y alimentado con uranio natural.
Los UNGG eran reactores de doble uso que permitían producir plutonio de grado militar a escala industrial y, de hecho, con ellos se generó gran parte del material necesario para el programa francés de armas nucleares.

## Historia
Fue desarrollado de forma independiente y en paralelo al diseño de los reactores británicos Magnox para satisfacer requisitos similares. La principal diferencia entre los dos diseños es el material de revestimiento del combustible, el cual es una aleación de magnesio-circonio en los UNGG, a diferencia de la aleación de magnesio-aluminio en los reactores Magnox. Ambos revestimientos reaccionan con el agua, lo que hace esencial el reprocesamiento del combustible a corto plazo, requiriendo un fuerte blindaje de las instalaciones para ello. El UNGG y el Magnox son los dos principales tipos de reactores GCR (Gas Cooled Reactor).
Los reactores UNGG son a menudo llamados simplemente como GCR en documentos ingleses, o a veces, vagamente como Magnox.
La primera generación de las centrales nucleares francesas fue realizada con reactores UNGG, al igual que la unidad Vandellós I en España. De diez unidades realizadas, están todas ahora cerradas.